# 三好りさ
三好 りさ（みよし りさ、1976年12月31日 - ）は、元タレント、フリーアナウンサー。

## 人物
大学を卒業後、自衛官として「陸上自衛隊北部方面総監部幕僚秘書室」に勤務。その傍ら2000年、札幌市の観光キャンペーン「ミスさっぽろ」、「雪の女王」受賞。
2001年にオフィスサッポロ（2012年札幌映像プロダクションに合併）に入社し、その親会社・札幌テレビ放送（STV）の契約アナウンサーとして、デビュー、レポーターとして活動。
その後、STVスポーツ情報部（現・報道制作局報道部スポーツ）出向。2014年に札幌映像プロダクションを退社。

## 主な出演番組
- 釣〜りんぐ北海道司会
- どさんこワイド179レポーター
- 女優魂（日本テレビ系列・中京テレビ放送製作）
- 他にSTV限定で放送されるテレビ・ラジオのCM